# Szekfű Gyula
Szekfű Gyula Ignác (Székesfehérvár, 1883. május 23. – Budapest, 1955. június 28.) magyar történész, publicista, egyetemi tanár, az MTA tagja, a kora újkori magyar történelem kutatója. A Három nemzedék szerzőjeként a Horthy-rendszer egyik fő ideológusa, ugyanakkor az 1945 utáni rendszer is kitüntetett helyen kezelte őt.
Közéleti szerepvállalása, német orientációja és a zsidóságról alkotott véleménye máig tartó vitákat kelt, ugyanakkor történetírói munkásságát általában pozitívan értékelik.

## Családja
Székesfehérvári katolikus polgári családba született, édesapja Szekfű Ignác ügyvéd, anyja Voigl Mária (halotti bejegyzése szerint Weigl Katalin). Több testvére volt. 1926. december 23-án Budapesten, a II. kerületben házasságot kötött Amtmann Antóniával, Amtmann Abram és Saffer Jozefin lányával. Gyermeke nem született.

## Életpályája
A ciszterci főgimnáziumban érettségizett Székesfehérvárott, 1900-ban. A budapesti Királyi Magyar Tudományegyetem Bölcsészettudományi Karán végezte egyetemi tanulmányait történelem, német, valamint francia nyelv és irodalom szakon. Tagja volt állami ösztöndíjasként a Báró Eötvös József Collegiumnak. 1905–1906-ban dolgozott a Magyar Nemzeti Múzeumban, 1908-tól 1910-ig pedig gyakornok volt az Országos Levéltárban. Ezzel párhuzamosan munkatársa volt 1907-től a bécsi Császári és Királyi Házi, Udvari és Állami Levéltárnak, 1908-tól gyakornoki, 1910-től fogalmazói, 1912-től pedig allevéltárosi beosztásban. Tizenhét évet töltött összesen Bécsben. 1916-ban a 16–18. századi magyar történelemből a budapesti egyetemen magántanári képesítést szerzett. 1924-ben a rendkívüli tanári címet nyerte el. Egy évvel később kinevezték egyetemi tanárnak a budapesti egyetem újkori magyar történeti tanszékére. A Magyar Tudományos Akadémiának 1925-től levelező, majd 1941-től rendes tagja lett.
Szekfű Gyula az 1920-as években szakmai és politikai tekintélyének csúcsára érkezett: a Három nemzedék a korszak alapművének számított, 1930-ban pedig az elsők között kapott Corvin-koszorút.
1927 szeptemberétől 1939 decemberéig a konzervatív Magyar Szemle szerkesztője volt, mely Bethlen István politikáját támogatta. 1939–1944 között tagja volt a jobboldali Jelenkor c. "társadalmi, politikai és kulturális lap" szerkesztőbizottságának. A második világháború során mint a Bethlen-csoport tagja csatlakozott a függetlenségi- és népfrontmozgalomhoz. 1939-től 1944-ig vezető publicistája volt a Harmadik Birodalom politikájával szemben kritikus, ellenzéki Magyar Nemzetnek. Kiállt a független, szabad Magyarország mellett mind szóban, mind írásban. Cikket írt A szabadság fogalma címmel a szociáldemokrata Népszava 1941. karácsonyi számába, amely a németellenes nemzeti összefogást példázta. A Magyar Történelmi Emlékbizottság létrehozását célzó tárgyalások résztvevője volt, eleinte betöltötte az elnöki tisztét, majd később visszalépett, nem írta alá az emlékbizottság nyilvánosságra hozott felhívását sem. 1942 szeptemberében a Schönherz-perben a kommunisták mellett tanúskodott. 1943 januárjában fővédnökként tevékenykedett a Petőfi születésének százhuszadik évfordulóján rendezett ünnepségeken. A Valahol utat vesztettünk című cikksorozatában, melyet 1943–1944-ben közölt a Magyar Nemzet, bírálta az ellenforradalmi rendszer hivatalos politikáját és egy Nyugat-orientált, polgári konzervativizmus mellett tette le a voksát. A német megszállás idején visszahúzódott, majd a nyilas hatalomátvétel után bujdosni kényszerült. A fővárosban élte át az ostromot.
Hamarosan a kialakuló demokratikus közéletbe is bekapcsolódott. Elfogadta a politikai helyzetet, hogy a régi rendszer szétesett, a hatalomba a kommunisták és a szociáldemokraták is bekerültek, valamint a Szovjetunió beleszólást kapott az ország ügyeibe a fegyverszüneti egyezmény értelmében. Nem lépett be egyetlen pártba sem, bár 1945 tavaszán a katolikus pártalakítási kísérleteket figyelemmel kísérte, s szóba jött, hogy a Kereszténydemokrata Néppárt elnöki tisztét betölthetné. 1945. április 2-án Budapesten nyolc másik közéleti személyiséggel egyetemben beválasztották az Ideiglenes Nemzetgyűlésbe.
1945. október 15-én rendkívüli követ és meghatalmazott miniszteri rangban moszkvai követté nevezték ki – erre a koalíciós pártok megállapodása alapján került sor –, 1948 májusától pedig ugyanott nagykövet lett, miután a két ország diplomáciai kapcsolatait nagyköveti szintre emelték. Eme tevékenységének idején vette kezdetét a két ország között a gazdasági, államközi és kulturális kapcsolatok kialakulása, 1948 februárjában pedig sor került a barátsági, együttműködési és kölcsönös segélynyújtási egyezmény aláírására. 1948. szeptember 10-én, a Kommunista Párt hatalomátvétele után felmentették, 1949 áprilisában a Külügyminisztérium nyugállományba helyezte. Országgyűlési képviselő volt 1953. májusától, 1954. január 21-étől az Elnöki Tanács tagja haláláig. Halálát szívizomelfajulás, érelmeszesedés, vesezsugor okozta, a budai Szent Ferenc Kórházban hunyt el.

## Munkássága
Az első világháború éveiben a Német Császárság megrendelésére írta meg a Der Staat Ungarn c. összefoglaló munkáját. Szekfű műve a világháborús német–osztrák–magyar szövetség szellemében íródott, a „germán-keresztény kultúrkörben” helyezte el Magyarország történetét. Szekfű itt hasonlóságot vélt felfedezni a dunai Habsburg Birodalom és a világháborús német irodalomban feltűnő Mitteleuropa között: „1526 óta majdnem kétszáz éven keresztül folyton megújultak Keletről és Nyugatról a franciák és törökök egyesült támadásai, amelyeknek nyomása alatt a Habsburgokat uraló egész terület Belgiumtól Erdélyig felismerte életfeltételeinek és érdekeinek közös voltát, s a külső támadás visszaverésére szilárd tömeggé egyesült. Ez tulajdonképen a történeti Középeurópa megszületése.”
Szekfű könyve saját fordításában magyar nyelven is napvilágot látott (A magyar állam életrajza). Szekfű már ebben a művében Kossuth szerepét vitatta, vele szemben Széchenyi reformpolitikáját látta igazoltnak.
1920-ban jelentette meg a Három nemzedék című írását, megalapozva az 1918–1919-es forradalmak után hatalomra került rendszer hivatalos ideológiáját. Szekfű a teljes 19. századot hanyatlástörténetként mutatta be, elsősorban Kossuth Lajos politikáját kritizálva. Szekfű a dualizmus korának gazdasági fellendülését és magát a kapitalizálódást a zsidóság előretörésével azonosította. Megállapítása, hogy „a kapitalizmus hirtelen fellendüléséhez, az indusztrializmus és pénzüzlet szédületes kifejlődéséhez a zsidóság szolgáltatta az agyvelőt és az embert (...) Mikor tehát mi a modern Magyarország kulturális haladását dicsőítettük, ez alapjában véve nem volt egyéb, mint az értelmiségi pályáknak a zsidósággal való átitatása.” Szekfű Három nemzedéke fontos hivatkozási pontjává vált a numerus clausust és a harmincas évekbeli zsidótörvényeket követelő csoportoknak, ugyanakkor a szerző 1945 utáni karrierjét nem hátráltatta. Ezzel együtt ma már elmondható, hogy Szekfű Gyula zsidósághoz, a zsidókérdéshez ill. az antiszemitizmushoz való viszonya tisztázott: Monostori Imre 2017-es monográfiája meggyőzően bizonyítja, hogy pl. a Bibó István szerinti antiszemitizmus definíció szerint Szekfű egyetlen megszólalása sem tekinthető valójában antiszemitának, annak ellenére, hogy a zsidóság szerepét a magyar történetemben és kultúrában sokszor és részletesen tárgyalja, némelykor akár kritikai éllel is.
Szekfű részt vett a húszas–harmincas évek reprezentatív vállalkozásában: Hóman Bálinttal közösen jegyezte a Magyar történetet. A középkori fejezeteket Hóman, a Mátyás halála utáni részekeket Szekfű írta. A szerzőpáros a történelem alakulását szellemi, lelki tényezőkre vezették vissza.
Szekfű igen nagy jelentőséget tulajdonított a Habsburg–magyar viszonynak. Szekfű számára elsősorban a Habsburg-ház és a Német-római Császárság jelentette Nyugat-Európát, ugyanakkor negatívan vélekedett a Habsburg-ellenes rendi felkelők francia kapcsolatairól. Szekfű felfogásában a köznemesi ellenzék és az erdélyi fejedelmek történelmi szerepe elítélendő, velük szemben a nyugat-dunántúli, aulikus földbirtokosok képviselték a józan hangot. Szekfű egyik legnagyobb hatású tézise (melyet a későbbi történészek elfogadtak), hogy Magyarország újkori pusztulása a törököknek köszönhető, nem pedig a Habsburgoknak.

### Fontosabb megfigyelései és tézisei
- A kora újkori magyar történelemben a dunántúli/nagymagyar és tiszántúli/kismagyar érdekek ütköztek.
- Nem az Erdélyi Fejedelemség, hanem a királyi Magyarország tette lehetővé az ezer éves magyar állam folytonosságát.
- A nyugat-dunántúli aulikus főurak nem árulók voltak, hanem a bécsi udvarral szemben, de azzal együttműködve a Magyar Királyság államiságát biztosították.
- A kora újkorban a magyar népesség pusztulása az oszmán uralommal állt összefüggésben.
- A magyar földön tartózkodó oszmán seregekben felülreprezentáltak voltak a délszlávok.
- A nemzeti történetírásban negatív hangsúllyal kezelt 18. század Szekfű számára pozitív időszak.

## Megítélése
Szekfű Gyula életműve ellentmondásokkal teli. Munkabírását, szorgalmát még a kritikusai is elismerték. Már legelső munkája, az 1912-ben megjelentetett Serviensek és familiarisok is kedvező fogadtatásra talált a korabeli magyar történészek között.
Ugyanakkor gyakran szemére vetik, hogy több kurzust is kiszolgált, történeti írásai egyben politikai állásfoglalások is. Mint Vámbéry Rusztem megjegyzi, „álljuk a tényekből levont véleményünket akkor is, ha ezek véletlenül nem vágnak össze a politikai hatalom érdekeivel. Mi véletlenül nem akkor derítjük ki a legendás Fejedelemről, hogy bordélyházat tartott fönn, amikor a Habsburgok vannak uralmon, nem az ellenforradalmi reakció idejében bizonyítjuk a liberalizmus kártékonyságát.”
Viták kereszttüzében áll a Három nemzedék is. Engel Pál történész úgy értékeli, hogy „anyám világképét, mint általában a keresztény középosztályét, döntően befolyásolta a Horthy-korszak antiszemitizmusának szellemi alapvetése, a Három nemzedék. Ma úgy látom, kevés ennél lélekmérgezőbb mű született magyar szerző tollából.”
Szekfű ismerősei és kollégái közül többen nehezményezték a második világháború vége után kiépülő kommunista rendszerrel való együttműködését. Politikai szövetségesét, Bethlen Istvánt a szovjetek hurcolták el, egykori szerzőtársát, Hómant háborús bűnösként börtönözték be, Magyarország nyugati orientációja pedig évtizedekre illúzióvá vált.
Életműve, hatása és recepciója modern megítélését halála után hatvan évvel - a sokoldalú és bőséges tanulmányirodalom mellett - már két modern és átfogó nagymonográfia is segíti, Dénes Iván Zoltán (2015) és Monostori Imre (2017) tollából. Különösen ez utóbbi monográfia olyan sokban újszerű és mélyreható értelmezését adja Szekfű sokat vitatott és lényegi "liberalizmus kritikájának", ill. mély elemzését nyújtja Szekfű a magyar történelem nagy korszakairól (pl. a XVIII. századról, reformkorról, a kiegyezésről stb.), nagy egyéniségeiről (pl. Szent Istvánról vagy Széchenyiről) vallott nézeteinek, amely sokszor messze túlmutat magának a történetírónak a megítélésén, hisz általános historiográfiai, sőt eszmetörténeti kulcsmozzanatokat is érint, nemegyszer akár a XXI. századi politikai szemléletünket, azonosságtudatunkat is érintő érvénnyel. Ezen munkák, különösen Monostorié, részletesen tartalmazzák Szekfű fontos műveinek recepciótörténetét, ill. a Szekfű-kép historiográfiai megítélésének alakulását és formálódását egészen a közelmúltig (2016-ig).

## Érdekesség
Szekfű felesége, született Antonia Amtmann, zsidó származású osztrák (német anyanyelvű) hölgy volt, akit Bécsből hozott haza. Kosáry Domokosék bújtatták őket a nyilas-korszakban.

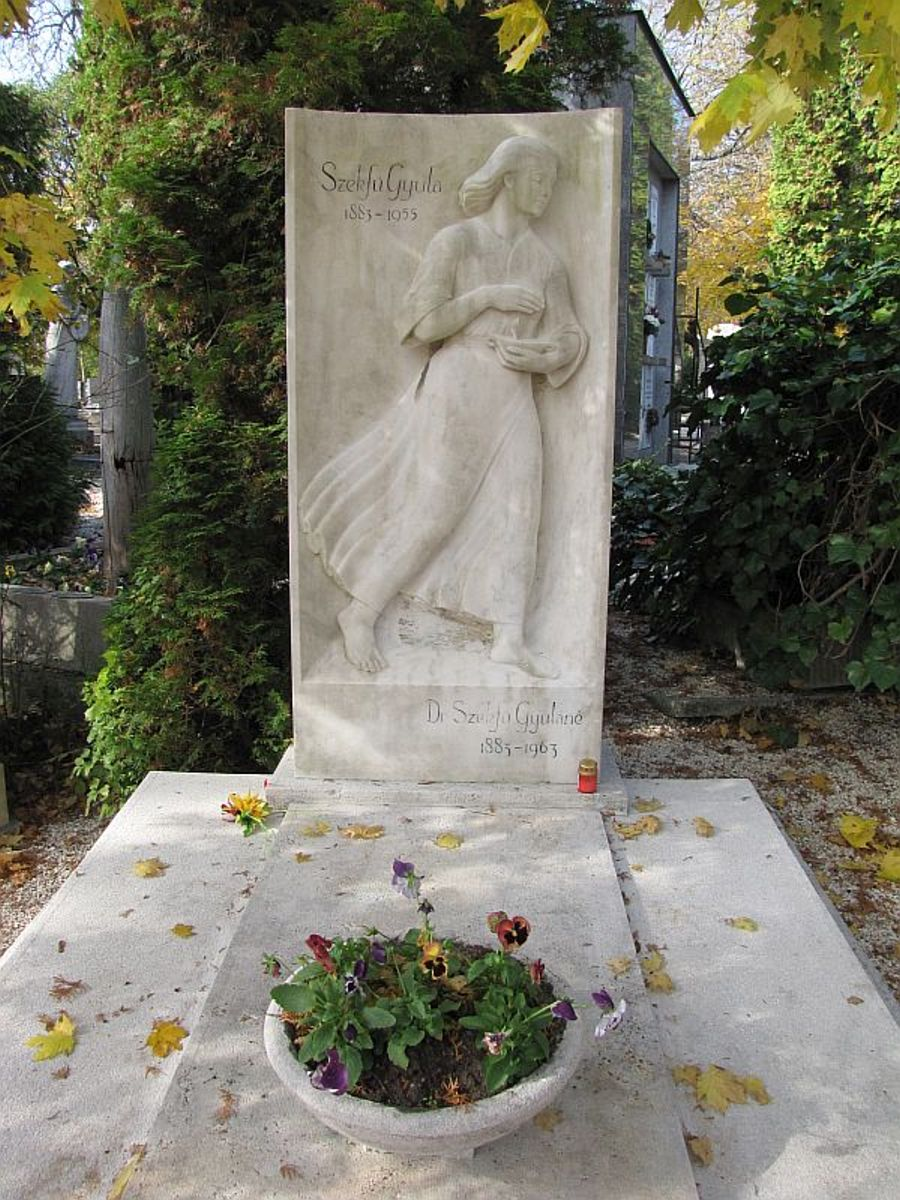
Szekfű Gyula sírja Budapesten. Farkasréti temető: 20. körönd-1-31/32. Pátzay Pál alkotása

Szekfű Gyula könyvtárát a magyar állam vásárolta meg 1954-ben, a könyvtári anyag az ELTE BTK Történész Könyvtár törzsanyagába került.

## Kitüntetései
- Corvin-koszorú (1930)
- Magyar Köztársasági Érdemrend nagykeresztje (1948)

## Főbb művei
- Adatok Szamosközy István történeti munkáinak kritikájához; Barcza Ny., Bp., 1904
- Serviensek és familiarisok : vázlat a középkori magyar alkotmány- és közigazgatástörténet köréből (Budapest, 1912)
- A száműzött Rákóczi (Budapest, 1913) – Hozzáférés: 2013. szeptember 21. (A Magyar Tudományos Akadémia Könyvkiadó Vállalata)
- Felelet a száműzött Rákóczi dolgában (Budapest, 1914)
- Mit vétettem én? – Ki gyalázta Rákóczit? – Budapest, 1915. 143 o. – Hozzáférés: 2013. szeptember 21.
- A budai basák magyar nyelvű levelezése : 1553-1589 (Budapest, 1915; Takáts Sándorral és Eckhart Ferenccel)
- Der Staat Ungarn. Eine Geschichtsstudie. Stuttgart-Berlin, Deutsche Verlags-Anstalt, 1918. Magyarul A magyar állam életrajza. Történeti tanulmány. Budapest, 1917
- Három nemzedék. Egy hanyatló kor története (Budapest, 1920) – Hozzáférés: 2013. szeptember 21.
- A magyar bortermelő lelki alkata. Történelmi tanulmány; Eggenberger, Bp., 1922
- Történetpolitikai tanulmányok; Magyar Irodalmi Társaság, Bp., 1924 (Napkelet könyvtár)
- Bethlen Gábor – Magyar Szemle Társaság, Budapest, 1929. 314 o.
- Magyar történet I–VIII. kötet (Hóman Bálinttal közösen; Budapest, 1929–1934)[11] – Hozzáférés: 2013. szeptember 21.
- Magyar történet, második, bővített, teljes kiadás: Budapest, 1935, Királyi Magyar Egyetemi Nyomda, I-V. kötet, reprint kiadás: Maecenas Kiadó, 1990 (Az 1936-os 5 kötetes kiadás nyomán)
- Három nemzedék és ami utána következik (Budapest, 1934) Reprint: Három nemzedék és ami utána következik (Előszó: Glatz Ferenc; Budapest, 1989)
- A mai Széchenyi. Eredeti szövegek Széchenyi István munkáiból; vál., bev., jegyz. Szekfű Gyula; Magyar Kulturális Egyesületek Szövetsége, bp., 1935 (KESZ könyvek)
- Szent István a magyar történet századaiban; Franklin Ny., Bp., 1938
- A magyarság és a szlávok; szerk. Szekfű Gyula; Magyarságtudományi Intézet, Bp., 1942
- Állam és nemzet. Tanulmányok a nemzetiségi kérdésről; Magyar Szemle Társaság, Bp., 1942 (A Magyar szemle könyvei)
- „Valahol utat vesztettünk”[12] – Neumann Kht., Budapest, 2003. – Hozzáférés: 2013. szeptember 21.
- Forradalom után (Budapest, 1947)
- Szekfű Gyula követ és a moszkvai magyar követség jelentései, 1946–1948; összeáll. Lázár György; Magyar Országos Levéltár, Bp., 1998
- A magyarság és a szlávok; szerk. Szekfű Gyula, utószó Niederhauser Emil; Lucidus, Bp., 2000 (Kisebbségkutatás könyvek)
- Szekfű Gyula; vál., sajtó alá rend., bev. Dénes Iván Zoltán; Új Mandátum, Bp., 2001 (Magyar panteon)
- Rövid magyar történet, 1606–1939; sajtó alá rend., szerk. Soós István és Pótó János, előszó Varsányi Erika, utószó Soós István; Osiris, Bp., 2002 (Millenniumi magyar történelem. Historikusok)
- Nép, nemzet, állam. Válogatott tanulmányok (Vál.: Erős Vilmos; Budapest, 2002)
- Mi a magyar? (Szerk. Szekfű Gyula – Magyar Szemle Társaság, Budapest, 1939, 555 o.) – Repr. kiad.: Helikon, Budapest, 1992. – ISBN 963-208-249-4 – Hozzáférés ideje: 2012. február 17.